# Paris-Roubaix de 1966
A 64.ª edição da Paris-Roubaix teve lugar a 17 de abril de 1966 e foi vencida em solitário pelo italiano Felice Gimondi.

## Classificação final
| Posição | Ciclista          | Equipa                     | Tempo      |
| ------- | ----------------- | -------------------------- | ---------- |
| 1       | Felice Gimondi    | Salvarani                  | 6h 23' 32" |
| 2       | Jan Janssen       | Pelforth-Sauvage-Lejeune   | + 4' 08"   |
| 3       | Gustaaf De Smet   | Wiel's-Groene Leeuw-Gancia | m. t.      |
| 4       | Willy Planckaert  | Romeo-Smiths               | m. t.      |
| 5       | Joseph Huysmans   | Dr. Mann-Grundig           | m. t.      |
| 6       | Rudi Altig        | Molteni                    | m. t.      |
| 7       | Willy Bocklant    | Dr. Mann-Grundig           | m. t.      |
| 8       | Arthur Decabooter | Wiel's-Groene Leeuw-Gancia | m. t.      |
| 9       | Rik van Looy      | Solo-Superia               | m. t.      |
| 10      | Gerben Karstens   | Televizier-Batavus         | m. t.      |